# La Fille dans le bus
La Fille dans le bus (France) ou La Fille de l'autobus (Québec) (The Girl on the Bus) est un épisode de la série télévisée d'animation Les Simpson. Il s'agit du douzième épisode de la trentième saison et du 651e de la série.

## Synopsis
Lisa s'est toujours sentie à part, et les trajets en bus scolaire sont une épreuve difficile pour elle. Les autres enfants jouent à se battre à coups de boîtes de déjeuner, mais elle rêve d'une amie avec qui elle pourrait partager ses passions. Elle aperçoit alors à travers la vitre une jeune fille de son âge jouant de la clarinette seule sur le perron d'une maison. Le lendemain, ne supportant plus les autres enfants bruyants qui l'embêtent, elle décide de descendre subitement du bus pour retrouver la fille vue précédemment. Elle repère sa maison facilement, sonne à la porte et entend la fillette qui pleure. Elle pénètre alors à l'intérieur et monte dans la chambre d'où viennent les pleurs. Elle fait la connaissance de Sam et découvre qu'elles ont beaucoup de points communs : les désastres écologiques qui les rendent tristes et l'amour du jazz, elles deviennent donc amies. Lors d'un dîner, elle se rend compte que la famille de Sam est parfaite, tout ce dont elle avait toujours rêvé. Mais quand ils l'interrogent sur sa propre famille, elle en a honte et décide de mentir. Un mensonge en menant à un autre, elle raconte que ses parents sont en voyage et qu'elle peut donc venir tous les soirs habiter chez eux. Elle s'échappe en secret de sa chambre le soir, descend par la fenêtre et revient à l'aube avant que sa mère ne la réveille. Ce rythme de vie est épuisant, elle s'endort en classe et se fait surprendre un soir par Marge qui la gronde. Ses mensonges sont découverts et cette dernière oblige Lisa à inviter les parents de Sam à dîner. Elles sont toutes deux très stressées à l'idée de faire mauvaise impression, sans parler d'Homer qui risque de tout gâcher. Celui-ci est dûment et strictement coaché pour éviter toute gaffe. Mais Lisa décide de révéler la vérité au cours du dîner, au risque de perdre son amie...

## Réception
Lors de sa première diffusion, l'épisode a attiré 8,20 millions de téléspectateurs.